# Улица Карла Либкнехта (Ижевск)
Улица Ка́рла Ли́бкнехта — одна из основных улиц в Ижевске, расположенная в Первомайском районе города. Направлена с запада на восток и приблизительно в конце делает поворот на северо-восток. Начинается с перекрёстка с улицей Максима Горького до перекрёстка с улицей Орджоникидзе. Протяжённость улицы 2,3 километра.
Пересекает улицы: Красную, Карла Маркса, Вадима Сивкова, Красноармейскую, Пушкинскую, Удмуртскую, Воровского и Восточную.
Справа примыкает улица 40 лет ВЛКСМ. Слева примыкает Сенная площадь и улица Коммунаров. Нумерация домов ведётся от улицы Максима Горького.

## История

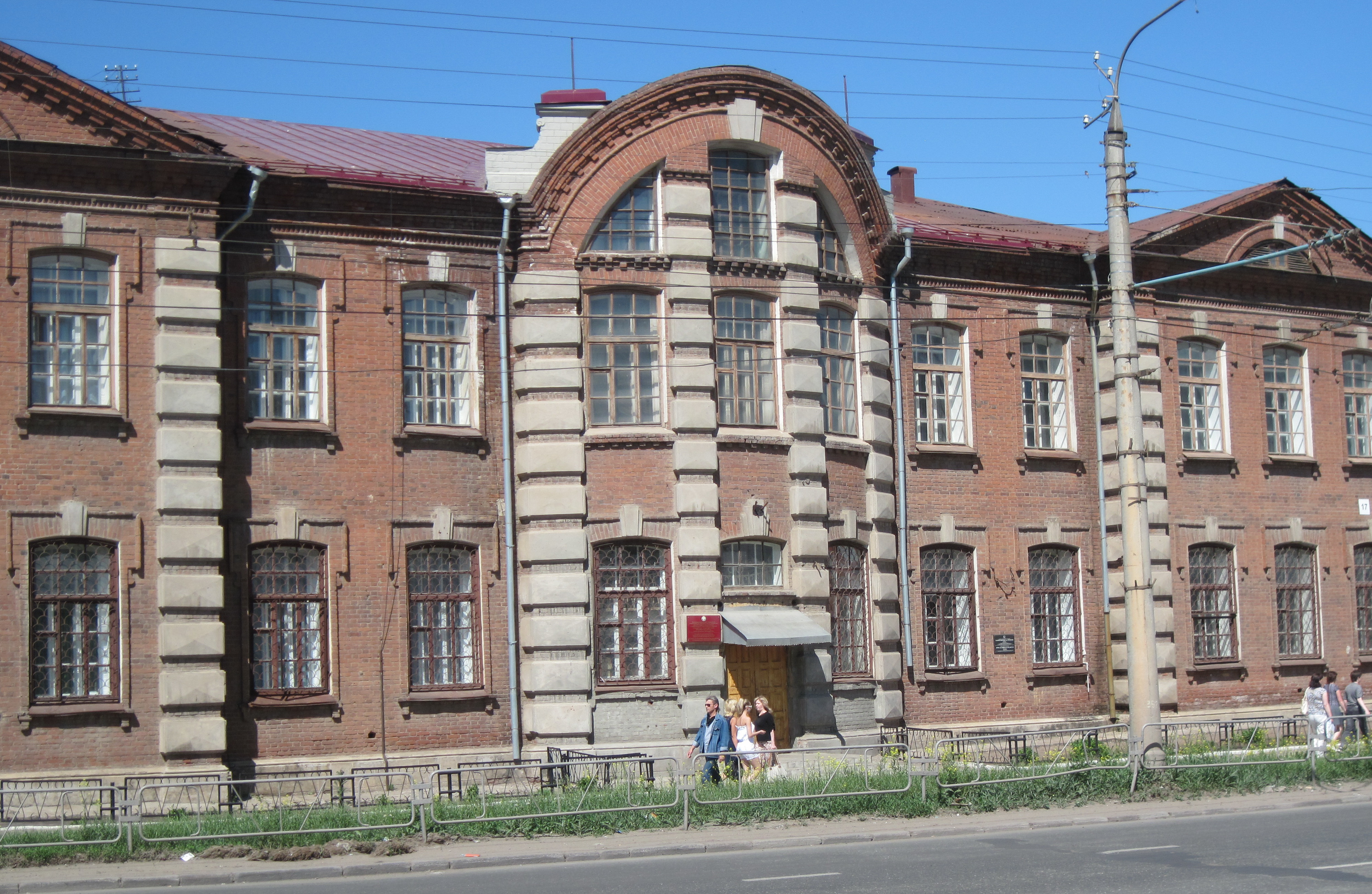
Школа Свободы № 31 (ныне школа-интернат № 75) на Карла Либкнехта, 17

Улица существует с 1918 года, известная тогда, как Моклецовский переулок, названный в честь владельца дома купца Моклецова. 13 декабря этого же года Ревграждансовет переименовал Моклецовский переулок в улицу Карла Либкнехта, в честь деятеля немецкого социалистического движения Карла Либкнехта.
24 декабря 1925 года на этой улице было построено одно из старейших, на данный момент, зданий Ижевска — Школа Свободы № 31, строившееся с 1923 года на пожертвования ижевских рабочих. Архитектор Г. Ф. Сенатов специально разместил её здесь, на тогдашней городской окраине, чтобы здание находилось ближе к природе. Облик здания является уникальным, из-за своего среднего выступа большими окнами, характерным для архитектуры модерна. Именно здесь учились Герой Советского Союза Михаил Тюлькин и дважды Герой Евгений Кунгурцев. Ныне это школа-интернат № 75, расположенная по адресу улица Карла Либкнехта, дом № 17.

## Примечательные здания и сооружения
По нечётной стороне:
- № 17 — школа-интернат № 75;
- № 53 — Школа юных лётчиков

По чётной стороне:
- № 8 — Управление Федерального казначейства по Удмуртской республике;

## Транспорт
До перекрёстка с улицей Удмуртской улица является шестиполосной дорогой, далее, до перекрёстка с улицей Воровского четырёхполосной, а до перекрёстка с улицей Орджоникидзе уже двухполосным двусторонним проездом. С улицами Удмуртская и Пушкинская пересекается круговым перекрёстком, является единственной улицей в Ижевске, имеющей на своём пути два таких перекрёстка.
По улице проходит значительная часть маршрутов общественного транспорта Ижевска:
- автобусные маршруты — 15, 19, 22, 25, 39, 301, 319, 357;
- троллейбусные маршруты — 6, 6д, 10, 14;
- маршрутное такси — 45, 50, 53, 341, 353, 363.

Также до улице можно добраться и на трамвае, выйдя на остановке «Улица Карла Либкнехта / Магазин „Мир Фарфора“». Маршруты: 1, 3, 5, 9, 12.